# Volksbank im Kreis Freudenstadt

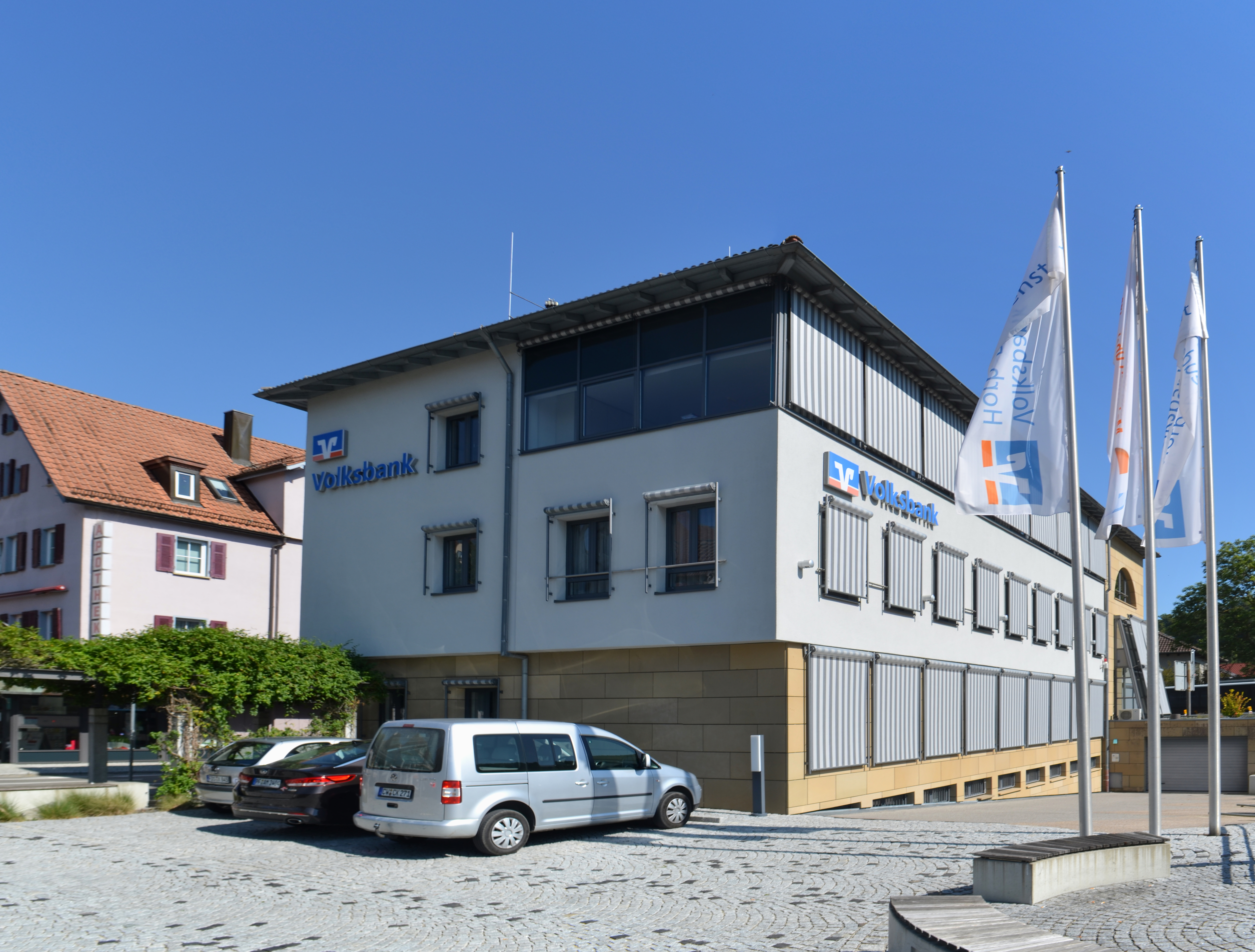
Filiale in Horb am Neckar

Die Volksbank eG im Kreis Freudenstadt ist eine Genossenschaftsbank mit Sitz in Freudenstadt im Landkreis Freudenstadt (Baden-Württemberg). Die Verwaltungssitze sind in Baiersbronn und Horb am Neckar angesiedelt.

## Geschichte
Volksbank eG im Kreis Freudenstadt
Durch Verschmelzung der Volksbank eG Horb-Freudenstadt mit der Volksbank Baiersbronn Murgtal eG im Jahre 2020 wurde die Firmierung „Volksbank eG im Kreis Freudenstadt“ gewählt. Einerseits deckt dieser Name die drei Hauptregionen Baiersbronn, Freudenstadt und Horb ab und lässt Spielraum für Offenheit im Landkreis.
Volksbank eG Horb-Freudenstadt
Die „Volksbank eG im Kreis Freudenstadt“ und die „Volksbank Horb eG“ schlossen sich 2008 zur „Volksbank Horb-Freudenstadt“ zusammen.
Im Jahr 2009 fusionierte die „Volksbank Glatten-Wittendorf eG“ mit der Volksbank eG Horb-Freudenstadt.
Volksbank Freudenstadt eG
Im Jahr 1869 wird die Gewerbebank Freudenstadt gegründet. 1952 erfolgt die Namensänderung zur Volksbank Freudenstadt eG.
Im Jahr 1972 fusionierte die Volksbank Freudenstadt eG mit der Genossenschaftsbank in Dietersweiler und der Genossenschaftsbank in Besenfeld. In den Jahren 1981 fusionierte das Kreditinstitut mit der Spar- und Darlehenskasse in Unter-/ Obermusbach und 1997 mit der Raiffeisenbank in Wittlensweiler.
Durch den Zusammenschluss der Volksbank Freudenstadt eG und der Murgtalbank Mitteltal-Obertal eG entstand 2002 die Volksbank eG im Kreis Freudenstadt.
Volksbank Horb eG
Auch die Volksbank Horb ist durch Fusionen und Verschmelzungen anderer Banken in der Region hervorgegangen. Wesentliche Vorgängerbank ist die 1869 gegründete „Allgemeine Spar- und Vorschussbank Horb“, welche 1911 in die „Gewerbebank Horb eGmbH“ und anschließend 1940 in „Volksbank Horb“ umbenannt wurde. In den Jahren 1971 bis 1975 kam es zum Zusammenschluss von der „Spar- und Darlehenskasse“ in Altheim, drei Raiffeisenbanken (Grünmettstetten, Ober-Untertalheim, Nordstetten) und der „Genossenschaftsbank“ in Eutingen. Hierauf folgte dann im Jahr 2000 die Fusion mit der „Empfinger Bank Raiffeisen eG“.
Volksbank Baiersbronn Murgtal eG
Im Jahre 1976 fusionierte die Genossenschaftsbank Schönmünzach mit der Genossenschaftsbank Klosterreichenbach eG zur Volksbank Murgtal eG.
Durch den Zusammenschluss der Volksbank Baiersbronn eG und der Volksbank Murgtal eG im Jahr 2012 entstand die Volksbank Baiersbronn Murgtal eG.

## Rechtsgrundlagen
Rechtsgrundlagen der Bank sind das Genossenschaftsgesetz und die Satzung. Die Organe der Genossenschaftsbank sind der Vorstand, der Aufsichtsrat und die Vertreterversammlung. Die Bank ist der BVR Institutssicherung GmbH und der Sicherungseinrichtung des Bundesverbandes der Deutschen Volksbanken und Raiffeisenbanken e.V. angeschlossen.